# Голос. Дети (Россия, сезон 3)
Третий сезон телевизионного шоу «Голос. Дети» транслировался на российском «Первом канале» в 2016 году. Наставниками в этом сезоне стали Дима Билан, Пелагея и Леонид Агутин.

## Кастинг
О начале приёма заявок на третий сезон проекта «Голос. Дети» «Первый канал» объявил 1 июня — в День защиты детей. Съёмки слепых прослушиваний прошли в октябре 2015 года.

## Ведущие
В третьем сезоне главным ведущим остался Дмитрий Нагиев. Однако у него вновь появилась новая соведущая. Место Анастасии Чеважевской заняла Валерия Ланская.

Ведущие сезона
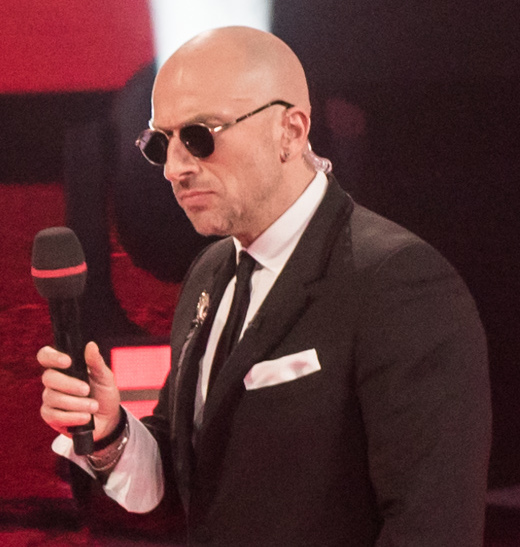
Дмитрий Нагиев
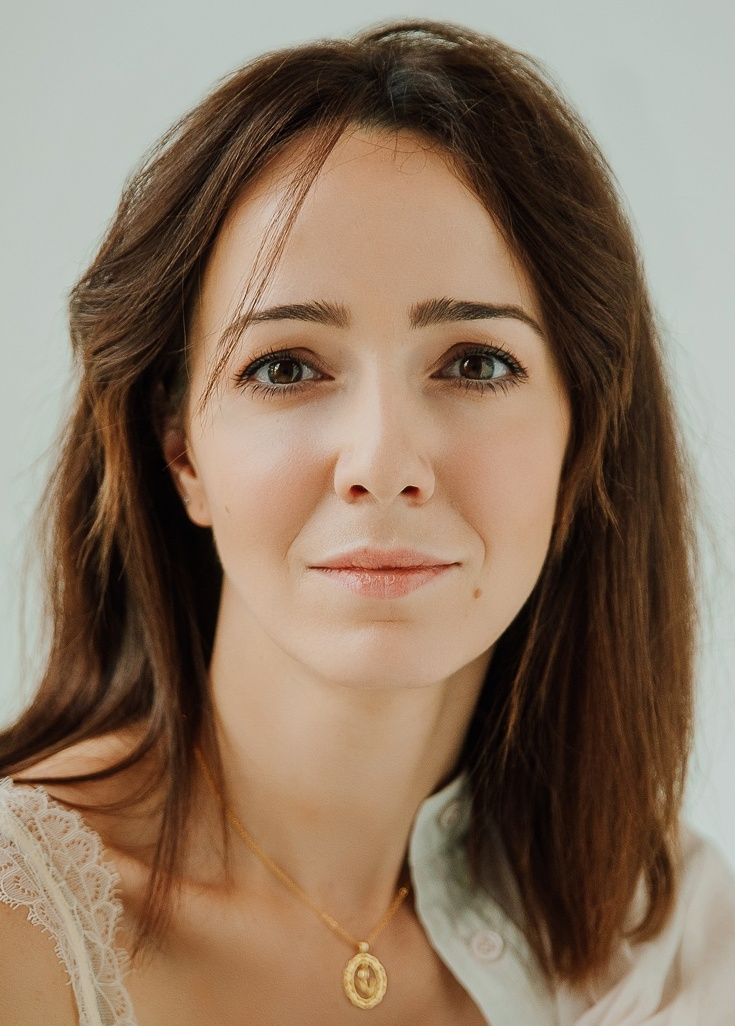
Валерия Ланская

## Наставники

Наставники сезона
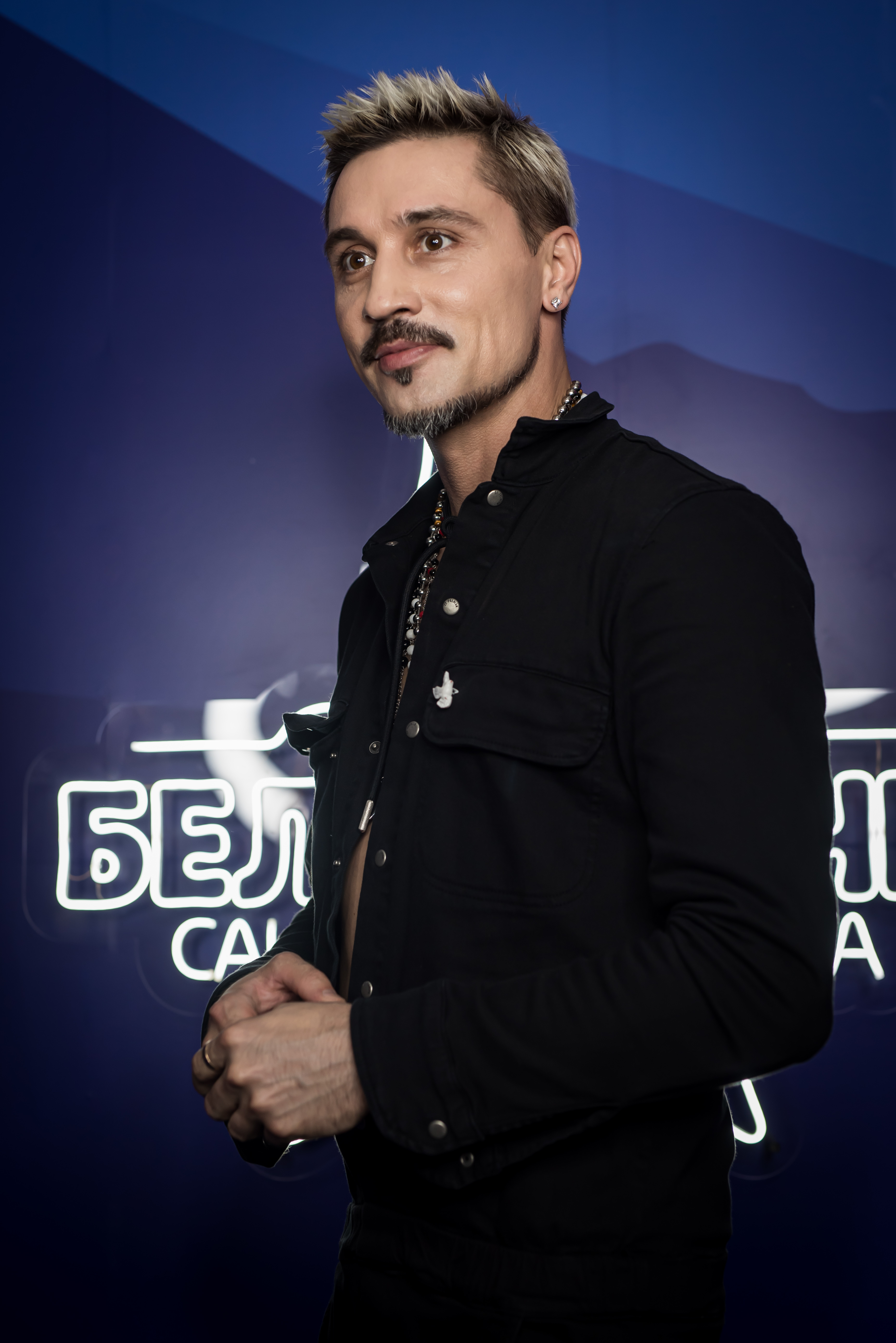
Дима Билан
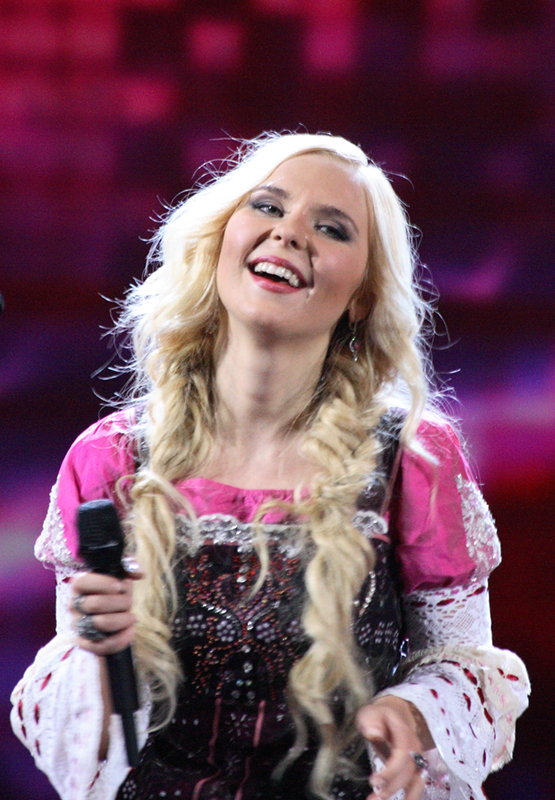
Пелагея
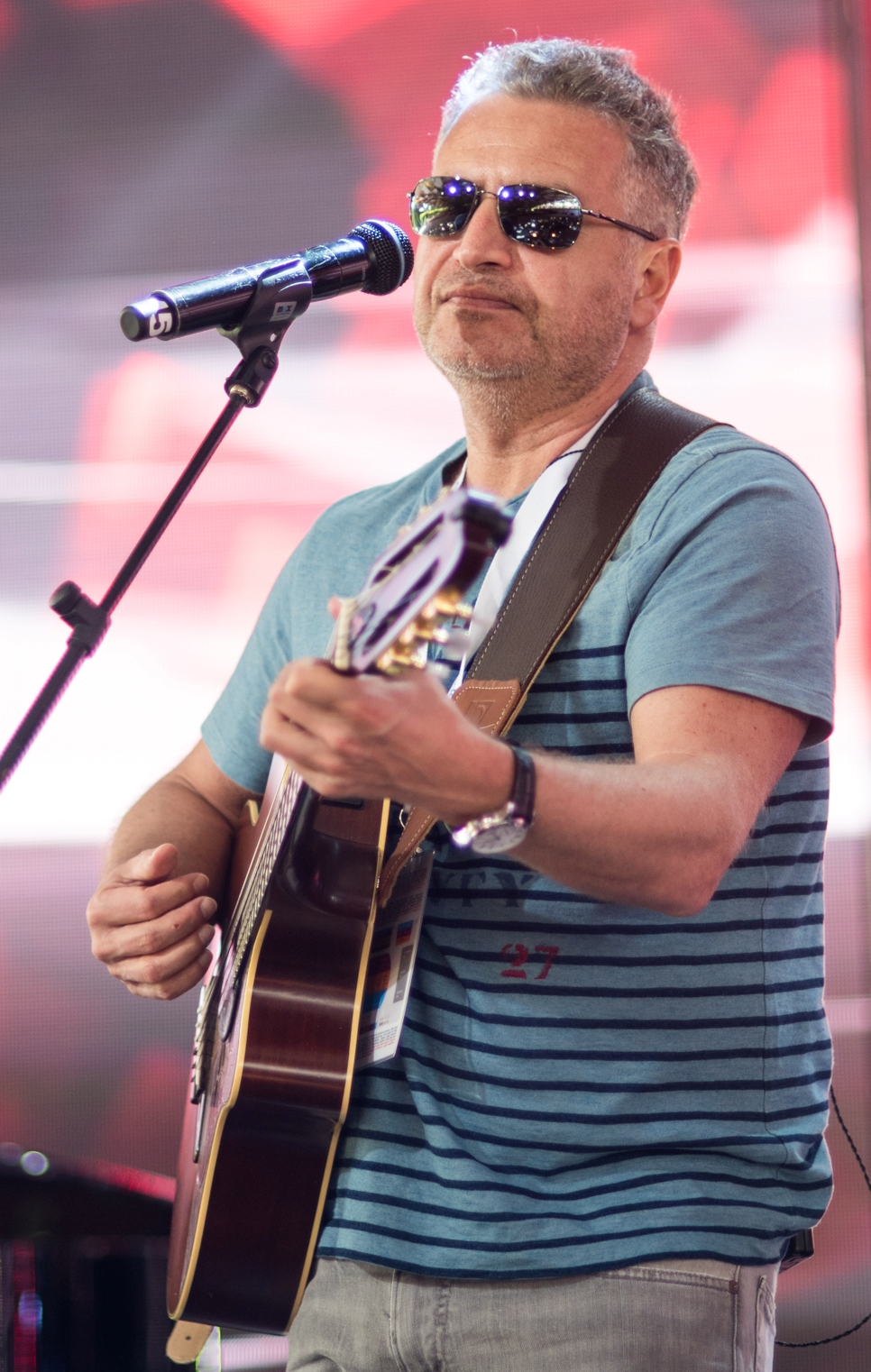
Леонид Агутин

- Дима Билан — российский певец, победитель песенного конкурса «Евровидение-2008».
- Пелагея — фолк-рок-певица, основательница и солистка группы «Пелагея».
- Леонид Агутин — советский и российский певец, поэт-песенник, композитор, заслуженный артист РФ.

Максим Фадеев, чьи подопечные побеждали на шоу первые два сезона, покинул проект, объяснив это личными мотивами. Его кресло занял Леонид Агутин.

## Команды
| - Первое место - Второе место - Третье место | - Выбыл в финале - Выбыл в дополнительном этапе - Выбыл в поединках |

| Данил Плужников | Ярослава Дегтярёва   | Мария Панюкова                   | Лариса Григорьева    | Александр Филин     |
| Дамир Нурутдинов | Александра Болдарева | Екатерина Осинцева               | Хелена Мерааи        | Александра Мостовяк |
| Елизавета Кабаева | Ивена Работова       | Мария Боровкова                  | Арина Миронова       | Максим Чурмантеев   |
| Пелагея |                      |                                  |                      |                     |
| Таисия Подгорная | Азер Насибов         | Всеволод Рудаков                 | Анна Мошкорина       | Милана Мирзаханян   |
| Дмитрий Кондаков | Арсений Собольков    | Анастасия Дмитрачкова            | Мадина Саидазимова   | Алина Изотова       |
| Нонна Еганян | Илья Литвинов        | Вениамин Нургалеев               | Владимир Черноклинов | Мария Паротикова    |
| Леонид Агутин |                      |                                  |                      |                     |
| Раяна Асланбекова | Ева Тимуш            | Марсель Сабиров                  | Александра Нехай     | Кирилл Скрипник     |
| Элина Арсенина | Мария Журавлёва      | Артём Колесников и Юлия Сиринько | Юлия Кондрашенко     | Марьяна Мостовяк    |
| Ярослав Буравченко | Мария Знатнова       | Ксения Пономаренко               | Егор Ревский         | Дарья Атамановская  |
| Участники, выбывшие из проекта на этапе «Песня на вылет», но продолжившие участие в «Дополнительном этапе» и прошедшие в финал, выделены курсивом. |                      |                                  |                      |                     |

## Слепые прослушивания

### Выпуск № 1: Слепые прослушивания. 1-я неделя
Выпуск вышел в эфир в субботу 20 февраля 2016 года. В начале выпуска Алиса Кожикина, Сабина Мустаева и наставники исполнили песню «Have You Ever Seen the Rain?».
| №  | Исполнитель                                                  | Песня                                                                   | Выбор участников и наставников | Выбор участников и наставников | Выбор участников и наставников |
| №  | Исполнитель                                                  | Песня                                                                   | Билан                          | Пелагея                        | Агутин                         |
| -- | ------------------------------------------------------------ | ----------------------------------------------------------------------- | ------------------------------ | ------------------------------ | ------------------------------ |
| 1  | Ярослава Дегтярёва (7 лет, Гуково, Ростовская область)       | «Кукушка» (Виктор Цой)                                                  |                                |                                | —                              |
| 2  | Азер Насибов (15 лет, Сясьстрой, Ленинградская область)      | «Maybe I Maybe You» (Ануширван Рохани / Клаус Майне)                    |                                |                                |                                |
| 3  | Алина Изотова (14 лет, Александров, Владимирская область)    | «Выйду на улицу» (муз. и сл. народные)                                  | —                              |                                | —                              |
| 4  | Арсений Собольков (8 лет, Новокуйбышевск, Самарская область) | «’O sole mio» (Эдуардо Ди Капуа / Джованни Капурро / Альфредо Маццукки) | —                              |                                | —                              |
| 5  | Юлия Кондрашенко (12 лет, Москва)                            | «Sunny» (Бобби Хебб)                                                    | —                              | —                              |                                |
| 6  | Данил Борисенко (13 лет, Волгоград)                          | «Эта музыка» (Андрей Залужный)                                          | —                              | —                              | —                              |
| 7  | Ксения Пономаренко (8 лет, Ижевск, Удмуртская Республика)    | «А знаешь, всё ещё будет» (Марк Минков / Вероника Тушнова)              | —                              |                                |                                |
| 8  | Милена Барциц (11 лет, Москва)                               | «I Believe I Can Fly» (Ар Келли)                                        | —                              | —                              | —                              |
| 9  | Егор Ревский (12 лет, Калуга)                                | «Great Balls of Fire» (Отис Блэквелл / Джон Хаммер)                     |                                | —                              |                                |
| 10 | София Иванова (7 лет, Москва)                                | «Если в сердце живёт любовь» (Анастасия Максимова)                      | —                              | —                              | —                              |
| 11 | Александра Мостовяк (12 лет, Ромашково, Московская область)  | «Stand Up for Love» (Дэвид Фостер / Эми Фостер-Джиллис)                 |                                | —                              | —                              |

### Выпуск № 2: Слепые прослушивания. 2-я неделя
Выпуск вышел в эфир в пятницу 26 февраля 2016 года.
| №  | Исполнитель                                              | Песня                                                                   | Выбор участников и наставников | Выбор участников и наставников | Выбор участников и наставников |
| №  | Исполнитель                                              | Песня                                                                   | Билан                          | Пелагея                        | Агутин                         |
| -- | -------------------------------------------------------- | ----------------------------------------------------------------------- | ------------------------------ | ------------------------------ | ------------------------------ |
| 1  | Елизавета Кабаева (11 лет, Москва)                       | «He Taught Me to Yodel» (Т. Эмерсон / К. Робертс / В. Скривер)          |                                | —                              | —                              |
| 2  | Кирилл Скрипник (12 лет, Красноярск)                     | «Ай-яй-яй» (Леонид Агутин / Томас Кристиансен)                          | —                              |                                |                                |
| 3  | Милана Павлова (12 лет, Казань, Республика Татарстан)    | «Think» (Арета Франклин / Тэд Уайт)                                     | —                              | —                              | —                              |
| 4  | Вениамин Нургалеев (7 лет, Уфа, Республика Башкортостан) | «Santa Lucia» (Энрико Коссович / Теодоро Коттрау)                       |                                |                                | —                              |
| 5  | Милана Мирзаханян (12 лет, Краснодар)                    | «Звезда» (Жанна Агузарова / А. Олейник)                                 | —                              |                                | —                              |
| 6  | Марьяна Мостовяк (7 лет, Ромашково, Московская область)  | «Smile» (Чарли Чаплин / Джеффри Парсонс / Джон Тёрнер)                  |                                |                                |                                |
| 7  | Даниил Репин (12 лет, Новосибирск)                       | «Billionaire» (Ф. Лоуренс / Трэви Маккой / Адам Левин / Питер Эрнандес) | —                              | —                              | —                              |
| 8  | Миласлава Бреенкова (10 лет, Самара)                     | «Любо, братцы, любо» (муз. и сл. народные)                              | —                              | —                              | —                              |
| 9  | Александра Болдарева (13 лет, Ростов-на-Дону)            | «Nature Boy» (Эден Ахбез)                                               |                                | —                              | —                              |
| 10 | Дмитрий Андреев (14 лет, Мытищи, Московская область)     | «Не слышно шуму городского» (Фёдор Глинка)                              | —                              | —                              | —                              |
| 11 | Ева Тимуш (13 лет, Кишинёв, Республика Молдова )         | «Je t’aime» (Лара Фабиан, Рик Аллисон)                                  |                                |                                |                                |

### Выпуск № 3: Слепые прослушивания. 3-я неделя
Выпуск вышел в эфир в пятницу 4 марта 2016 года.
| №  | Исполнитель                                                  | Песня                                                                                     | Выбор участников и наставников | Выбор участников и наставников | Выбор участников и наставников |
| №  | Исполнитель                                                  | Песня                                                                                     | Билан                          | Пелагея                        | Агутин                         |
| -- | ------------------------------------------------------------ | ----------------------------------------------------------------------------------------- | ------------------------------ | ------------------------------ | ------------------------------ |
| 1  | Дмитрий Кондаков (9 лет, Калуга)                             | «Дожди» (Игорь Корнелюк / Регина Лисиц)                                                   | —                              |                                | —                              |
| 2  | Дарья Атамановская (13 лет, Москва)                          | «Wrecking Ball» (С. Скарбек / Стефан Моккио / Лукаш Готвальд / М. Макдональд / Г. Уолтер) |                                | —                              |                                |
| 3  | Таисия Подгорная (7 лет, Кущёвская, Краснодарский край)      | «Красно солнышко» (Павел Аедоницкий / Игорь Шаферан)                                      | —                              |                                | —                              |
| 4  | Лариса Григорьева (13 лет, Москва)                           | «Molitva» (В. Граич / С. Милошевич Маре)                                                  |                                |                                |                                |
| 5  | Дамир Нурутдинов (14 лет, Альметьевск, Республика Татарстан) | «Vivo per lei» (В. Зелли / М. Менгали / Г. Панчери / Е. Кульмис)                          |                                | —                              | —                              |
| 6  | Ксения Левчик (8 лет, Минск, Республика Беларусь )           | «Клён» (Юрий Акулов / Леонтий Шишко)                                                      | —                              | —                              | —                              |
| 7  | Раяна Асланбекова (14 лет, Грозный, Чеченская Республика)    | «Dernière danse» (А. Седрая / К. Денейе / П. Коё)                                         | —                              | —                              |                                |
| 8  | Арсений Куликов (11 лет, Москва)                             | «Красный конь» (Марк Фрадкин / Михаил Пляцковский)                                        | —                              | —                              | —                              |
| 9  | Мария Знатнова (14 лет, Калуга)                              | «Euphoria» (П. Бострём / Г. Густафссон)                                                   | —                              |                                |                                |
| 10 | Александр Филин (9 лет, Москва)                              | «Love Runs Out» (Райан Теддер / Брент Катцл / Э. Браун / З. Филкинс / Э. Фишер)           |                                | —                              | —                              |
| 11 | Светлана Казакова (12 лет, Москва)                           | «Memory» (Э.Уэббер / Т. Нанн / Томас Элиот)                                               | —                              | —                              | —                              |

### Выпуск № 4: Слепые прослушивания. 4-я неделя
Выпуск вышел в эфир в пятницу 11 марта 2016 года.
| №  | Исполнитель                                                  | Песня                                                         | Выбор участников и наставников | Выбор участников и наставников | Выбор участников и наставников |
| №  | Исполнитель                                                  | Песня                                                         | Билан                          | Пелагея                        | Агутин                         |
| -- | ------------------------------------------------------------ | ------------------------------------------------------------- | ------------------------------ | ------------------------------ | ------------------------------ |
| 1  | Екатерина Иванова (12 лет, Новокузнецк, Кемеровская область) | «Cheek to Cheek» (Ирвинг Берлин)                              | —                              | —                              | —                              |
| 2  | Всеволод Рудаков (7 лет, Москва)                             | «Вдоль по Питерской» (музыка и слова народные)                |                                |                                |                                |
| 3  | Артём Колесников и Юлия Сиринько (12 / 11 лет, Воронеж)      | «Une vie d’amour» (Жорж Гарваренц / Шарль Азнавур)            |                                | —                              |                                |
| 4  | Аксиния Сапрыкина (8 лет, Москва)                            | «Quizás, Quizás, Quizás» (Освальдо Фаррес)                    | —                              | —                              | —                              |
| 5  | Данил Плужников (13 лет, Сочи, Краснодарский край)           | «Два орла» (Олег Газманов)                                    |                                | —                              | —                              |
| 6  | Мадина Саидазимова (14 лет, Ташкент, Республика Узбекистан ) | «O mio babbino caro» (Джакомо Пуччини / Джоваккино Форцано)   |                                |                                |                                |
| 7  | Элина Арсенина (12 лет, Москва)                              | «Ленинградский рок-н-ролл» (Евгений Хавтан / Жанна Агузарова) | —                              | —                              |                                |
| 8  | Анастасия Воробьёва (9 лет, Санкт-Петербург)                 | «L-O-V-E» (Берт Кемпферт / М. Габлер)                         | —                              | —                              | —                              |
| 9  | Мария Боровкова (11 лет Шварцевский, Тульская область)       | «Верба» (музыка и слова народные)                             |                                | —                              | —                              |
| 10 | Артур Петерс (10 лет, Москва)                                | «Je veux» (К. Солтани / Т. Соланилла)                         | —                              | —                              | —                              |
| 11 | Мария Панюкова (8 лет, Новомосковск, Тульская область)       | «Still Loving You» (Клаус Майне / Рудольф Шенкер)             |                                |                                | —                              |

### Выпуск № 5: Слепые прослушивания. 5-я неделя
Выпуск вышел в эфир в пятницу 18 марта 2016 года.
| №  | Исполнитель                                                | Песня                                                        | Выбор участников и наставников | Выбор участников и наставников | Выбор участников и наставников |
| №  | Исполнитель                                                | Песня                                                        | Билан                          | Пелагея                        | Агутин                         |
| -- | ---------------------------------------------------------- | ------------------------------------------------------------ | ------------------------------ | ------------------------------ | ------------------------------ |
| 1  | Илья Литвинов (11 лет, Благовещенск, Амурская область)     | «Синяя вечность» (Муслим Магомаев / Г. Козловский)           |                                |                                |                                |
| 2  | Нонна Еганян (11 лет, Санкт-Петербург)                     | «Non, je ne regrette rien» (Шарль Дюмон / Мишель Вокер)      | —                              |                                |                                |
| 3  | Арина Миронова (9 лет, Мценск, Орловская область)          | «Diamonds» (С. Фёрлер / Б. Левин / М. Эриксен / Т. Гермасен) |                                | —                              | —                              |
| 4  | Александра Нехай (13 лет, Минск, Республика Беларусь )     | «Кукушка» (Виктор Цой)                                       |                                |                                |                                |
| 5  | Ярослав Буравченко (12 лет, Великий Новгород)              | «Тро-ло-ло» (Аркадий Островский)                             | —                              | —                              |                                |
| 6  | Анна Будкова (13 лет, Железнодорожный, Московская область) | «В лунном сиянии» (Евгений Юрьев)                            | —                              | —                              | —                              |
| 7  | Ивена Работова (10 лет, Пловдив, Республика Болгария )     | «Who’s Lovin’ You» (С. Робинсон)                             |                                |                                |                                |
| 8  | Илья Путинцев (14 лет, Волгодонск, Ростовская область)     | «Mamma» (Чезаре Биксио / Б. Керубини)                        | —                              | —                              | —                              |
| 9  | Маргарита Воробьёва (8 лет, Новосибирск)                   | «Лучший город Земли» (Арно Бабаджанян / Леонид Дербенёв)     | —                              | —                              | —                              |
| 10 | Владимир Черноклинов (14 лет, Ногинск, Московская область) | «Maybe I Maybe You» (Ануширван Рохани, Клаус Майне)          | —                              |                                | —                              |
| 11 | Екатерина Осинцева (11 лет, Ижевск, Удмуртская Республика) | «Mamma Knows Best» (Джессика Корниш / А. Томас)              |                                | —                              |                                |

### Выпуск № 6: Слепые прослушивания. 6-я неделя
Выпуск вышел в эфир в пятницу 25 марта 2016 года.
| №  | Исполнитель                                                  | Песня                                                                                   | Выбор участников и наставников | Выбор участников и наставников | Выбор участников и наставников |
| №  | Исполнитель                                                  | Песня                                                                                   | Билан                          | Пелагея                        | Агутин                         |
| -- | ------------------------------------------------------------ | --------------------------------------------------------------------------------------- | ------------------------------ | ------------------------------ | ------------------------------ |
| 1  | Артур Амиров (14 лет, Казань, Республика Татарстан)          | «Whataya Want From Me» (Макс Мартин / Пинк / Шеллбэк)                                   | —                              | —                              | —                              |
| 2  | Максим Чурмантеев (7 лет, Москва)                            | «Эта музыка» (Андрей Залужный)                                                          |                                |                                | —                              |
| 3  | Маргарита Стрюкова (8 лет, Челябинск)                        | «Kolorowe jarmarki» (Януш Ласковский / Рышард Улицкий)                                  | —                              | —                              | —                              |
| 4  | Марсель Сабиров (11 лет, Уфа, Республика Башкортостан)       | «Jamaica» (Т. Валли / Д. Серен / Дж. Серен)                                             |                                |                                |                                |
| 5  | Мария Журавлёва (11 лет, Москва)                             | «Something’s Got a Hold on Me» (Э. Джеймс / Л. Киркленд / П. Вудс)                      |                                | —                              |                                |
| 6  | Анастасия Дмитрачкова (7 лет, Могилёв, Республика Беларусь ) | «Padam… Padam…» (Норбер Гланцберг / Генри Контет)                                       | —                              |                                | Полная команда                 |
| 7  | Мая Егорова (13 лет, Цивильск, Чувашская Республика)         | «Я вернусь» (Вадим Усланов / Карен Кавалерян)                                           | —                              | —                              | Полная команда                 |
| 8  | Максимилиан Хихинашвили (12 лет, Москва)                     | «Nel blu dipinto di blu» (Доменико Модуньо / Франко Мильяччи)                           | —                              | —                              | Полная команда                 |
| 9  | Хелена Мерааи (12 лет, Минск, Республика Беларусь )          | «Fallin’» (Алиша Киз)                                                                   |                                | —                              | Полная команда                 |
| 10 | Арина Ерохина (10 лет, Омск)                                 | «Зурбаган» (Юрий Чернавский / Леонид Дербенёв)                                          | Полная команда                 | —                              | Полная команда                 |
| 11 | Анна Мошкорина (12 лет, Великие Луки, Псковская область)     | «Nothing Else Matters» / «Despedida» (Джеймс Хетфилд / А. Ульрих / А. Пингу / Ш.Риполл) | Полная команда                 |                                | Полная команда                 |
| 12 | Мария Паротикова (13 лет, Егорьевск. Московская область)     | «Вдоль по Питерской» (музыка и слова народные)                                          | Полная команда                 |                                | Полная команда                 |

## Поединки и Песня на вылет

### Выпуск № 7: «Поединки» и «Песня на вылет». Команда Димы Билана
Выпуск вышел в эфир 1 апреля 2016 года.

#### Поединки
| № | Победитель         | Песня                                                                                          | Проигравшие         | Проигравшие          |
| - | ------------------ | ---------------------------------------------------------------------------------------------- | ------------------- | -------------------- |
| 1 | Лариса Григорьева  | «Shackles (Praise You)» (Уоррин Кэмпбелл / Эрика Аткинс-Кэмпбелл / Тресина Аткинс-Кэмпбелл)    | Арина Миронова      | Хелена Мерааи        |
| 2 | Мария Панюкова     | «Moscow Calling» (Алексей Белов)                                                               | Екатерина Осинцева  | Мария Боровкова      |
| 3 | Данил Плужников    | «Эх, дороги…» (Анатолий Новиков / Лев Ошанин)                                                  | Дамир Нурутдинов    | Елизавета Кабаева    |
| 4 | Александр Филин    | «Can’t Feel My Face» (Абель Тесфайе / Питер Свенсон / Макс Мартин / Али Пайами / Саван Котеча) | Александра Мостовяк | Максим Чурмантеев    |
| 5 | Ярослава Дегтярёва | «Все пути ангелов» (Евгений Скрипкин / Дина Скрипкина)                                         | Ивена Работова      | Александра Болдарева |

#### Песня на вылет
| № | Участник           | Песня                                                                              | Результат                    |
| - | ------------------ | ---------------------------------------------------------------------------------- | ---------------------------- |
| 1 | Лариса Григорьева  | «Molitva» (Владимир Граич / Саша Милошевич Маре)                                   | Прошла в дополнительный этап |
| 2 | Мария Панюкова     | «Still Loving You» (Клаус Майне / Руольф Шенкер)                                   | Прошла в дополнительный этап |
| 3 | Данил Плужников    | «Два орла» (Олег Газманов)                                                         | Прошёл в финал               |
| 4 | Александр Филин    | «Love Runs Out» (Райан Теддер / Брент Катцл / ЗакФилкинс / Дрю Браун / Эдди Фишер) | Прошёл в дополнительный этап |
| 5 | Ярослава Дегтярёва | «Кукушка» (Виктор Цой)                                                             | Прошла в финал               |

### Выпуск № 8: «Поединки» и «Песня на вылет». Команда Пелагеи
Выпуск вышел в эфир 8 апреля 2016 года.

#### Поединки
| № | Победитель        | Песня                                                               | Проигравшие          | Проигравшие           |
| - | ----------------- | ------------------------------------------------------------------- | -------------------- | --------------------- |
| 1 | Милана Мирзаханян | «Песня о птицах» / «Гаю-гаю» (Александр Градский / Николай Глазков) | Алина Изотова        | Мария Паротикова      |
| 2 | Всеволод Рудаков  | «Imagine» (Джон Леннон)                                             | Вениамин Нургалеев   | Анастасия Дмитрачкова |
| 3 | Анна Мошкорина    | «Штиль» (Виталий Дубинин / Маргарита Пушкина)                       | Владимир Черноклинов | Мадина Саидазимова    |
| 4 | Таисия Подгорная  | «It’s Oh So Quiet» (Берт Райсфельд / Эрик Медер / Ханс Лэнг)        | Нонна Еганян         | Дмитрий Кондаков      |
| 5 | Азер Насибов      | «Романс Неморино» (Гаэтано Доницетти / Феличе Романи)               | Илья Литвинов        | Арсений Собольков     |

#### Песня на вылет
| № | Участник          | Песня                                                 | Результат                    |
| - | ----------------- | ----------------------------------------------------- | ---------------------------- |
| 1 | Милана Мирзаханян | «Звезда» (Жанна Агузарова / Александр Олейник)        | Прошла в дополнительный этап |
| 2 | Всеволод Рудаков  | «Вдоль по Питерской» (музыка и слова народные)        | Прошёл в дополнительный этап |
| 3 | Анна Мошкорина    | «Nothing Else Matters» (Джеймс Хэтфилд / Ларс Ульрих) | Прошла в дополнительный этап |
| 4 | Таисия Подгорная  | «Красно солнышко» (Павел Аедоницкий / Игорь Шаферан)  | Прошла в финал               |
| 5 | Азер Насибов      | «Maybe I Maybe You» (Ануширван Рохани, Клаус Майне)   | Прошёл в финал               |

### Выпуск № 9: «Поединки» и «Песня на вылет». Команда Леонида Агутина
Выпуск вышел в эфир 15 апреля 2016 года.

#### Поединки
| № | Победитель        | Песня | Проигравшие                      | Проигравшие        |
| - | ----------------- | --- | -------------------------------- | ------------------ |
| 1 | Кирилл Скрипник   | «Without You» (Ашер / Тайо Круз / Рико Лав / Дэвид Гетта / Матиас Бэлл / Джиорджио Туинфорт / Фредерик Ристерер) | Дарья Атамановская               | Марьяна Мостовяк   |
| 2 | Раяна Асланбекова | «Cкрипка-лиса» (Игорь Саруханов / Александр Новиков)                                                             | Элина Арсенина                   | Ярослав Буравченко |
| 3 | Александра Нехай  | «Льдинка» (Виктор Резников)                                                                                      | Юлия Кондрашенко                 | Егор Ревский       |
| 4 | Ева Тимуш         | «Beautiful» (Линда Перри)                                                                                        | Мария Журавлёва                  | Мария Знатнова     |
| 5 | Марсель Сабиров   | «Hallelujah» (Леонард Коэн / Леонид Агутин)                                                                      | Юлия Сиринько и Артём Колесников | Ксения Пономаренко |

#### Песня на вылет
| № | Участник          | Песня                                          | Результат                    |
| - | ----------------- | ---------------------------------------------- | ---------------------------- |
| 1 | Кирилл Скрипник   | «Ай-яй-яй» (Леонид Агутин / Томас Кристиансен) | Прошёл в дополнительный этап |
| 2 | Раяна Асланбекова | «Dernière danse» (Адила Седрая / Паскаль Коё)  | Прошла в финал               |
| 3 | Александра Нехай  | «Кукушка» (Виктор Цой)                         | Прошла в дополнительный этап |
| 4 | Ева Тимуш         | «Je t’aime» (Лара Фабиан, Рик Аллисон)         | Прошла в финал               |
| 5 | Марсель Сабиров   | «Jamaica» (Тонино Антонио Валли)               | Прошёл в дополнительный этап |

## Дополнительный этап

### Выпуск № 10: Дополнительный этап
Выпуск вышел в прямом эфире 22 апреля 2016 года.
| — Участник прошёл в финал |
| — Участник покинул проект |

| Наставник     | № | Участник          | Песня                                                              | Голоса зрителей | Итог           |
| ------------- | - | ----------------- | ------------------------------------------------------------------ | --------------- | -------------- |
| Дима Билан    | 1 | Лариса Григорьева | «Поднимись над суетой» (Алла Пугачёва / Илья Резник)               | 16,1%           | Выбыла         |
| Дима Билан    | 2 | Александр Филин   | «Angels» (Робби Уильямс / Гай Чемберс)                             | 24,1%           | Выбыл          |
| Дима Билан    | 3 | Мария Панюкова    | «Солнышко» (музыка и слова народные)                               | 59,8%           | Прошла в финал |
| Пелагея       | 4 | Милана Мирзаханян | «Broken Vow» (Уолтер Афанасьефф / Лара Фабиан)                     | 37,4%           | Выбыла         |
| Пелагея       | 5 | Всеволод Рудаков  | «Лизавета» (Никита Богословский / Евгений Долматовский)            | 41,2%           | Прошёл в финал |
| Пелагея       | 6 | Анна Мошкорина    | «Останусь» (Валерий Стронской / Леонид Притула / Дмитрий Притула)  | 21,4%           | Выбыла         |
| Леонид Агутин | 7 | Кирилл Скрипник   | «Locked Out of Heaven» (Бруно Марс / Филипп Лоуренс / Ари Левин)   | 13,9%           | Выбыл          |
| Леонид Агутин | 8 | Александра Нехай  | «Ищу тебя» (Александр Зацепин / Леонид Дербенёв)                   | 33,2%           | Выбыла         |
| Леонид Агутин | 9 | Марсель Сабиров   | «Вернись в Сорренто» (Эрнесто. де Куртис / Джамбаттиста де Куртис) | 52,9 %          | Прошёл в финал |

| № | Исполнитель                                                             | Песня                                          |
| - | ----------------------------------------------------------------------- | ---------------------------------------------- |
| 1 | Владимир Пресняков, Лариса Григорьева, Александр Филин и Мария Панюкова | «Я в облака» (О. Аверин)                       |
| 2 | «Uma2rman», Милана Мирзаханян, Всеволод Рудаков и Анна Мошкорина        | «Прасковья» (Владимир Кристовский)             |
| 3 | Сосо Павлиашвили, Кирилл Скрипник, Александра Нехай и Марсель Сабиров   | «Небо на ладони» (Сосо Павлиашвили / К. Губин) |

## Финал и Суперфинал

### Выпуск № 11: «Финал» и «Суперфинал»
Выпуск вышел в прямом эфире 29 апреля 2016 года.

#### Финал
| — Участник прошёл в финал |
| — Участник покинул проект |

| Наставник     | № | Участник           | Песня                                                               | Голоса зрителей | Итог                |
| ------------- | - | ------------------ | ------------------------------------------------------------------- | --------------- | ------------------- |
| Леонид Агутин | 1 | Раяна Асланбекова  | «Pardonne-Moi Ce Caprice D’Enfant» (Патрисия Калли)                 | 68,4%           | Прошла в суперфинал |
| Леонид Агутин | 2 | Марсель Сабиров    | «I’ve Got to Use My Imagination» (Барри Голдберт / Джерри Гоффин)   | 9,8%            | Выбыл               |
| Леонид Агутин | 3 | Ева Тимуш          | «Солнце» (Димитрис Контопулос / Андрей Морсин)                      | 21,8%           | Выбыла              |
| Пелагея       | 4 | Азер Насибов       | «Памяти Карузо» (Лучо Далла)                                        | 28,7%           | Выбыл               |
| Пелагея       | 5 | Таисия Подгорная   | «Оренбургский пуховый платок» (Григорий Пономаренко / Виктор Боков) | 47,4%           | Прошла в суперфинал |
| Пелагея       | 6 | Всеволод Рудаков   | «Ария мистера Икс» (Имре Кальман / Ольга Фадеева)                   | 23,9%           | Выбыл               |
| Дима Билан    | 7 | Ярослава Дегтярёва | «Звенит январская вьюга» (Александр Зацепин / Леонид Дербенёв)      | 26,8%           | Выбыла              |
| Дима Билан    | 8 | Мария Панюкова     | «Hello» (Адель / Грег Керстин)                                      | 6,9%            | Выбыла              |
| Дима Билан    | 9 | Данил Плужников    | «Нас бьют, мы летаем» (Андрей Ктирарев / Джахан Поллыева)           | 66,3%           | Прошел в суперфинал |

Выступления вне конкурса
| № | Исполнители                                                      | Песня                                                                               |
| - | ---------------------------------------------------------------- | ----------------------------------------------------------------------------------- |
| 1 | Алиса Кожикина, Сабина Мустаева и финалисты сезона               | «Ci sarà» (Дарьо Фарина / Кристиано Минеллоно / Анастасия Чеважевская)              |
| 2 | Леонид Агутин, Раяна Асланбекова, Марсель Сабиров и Ева Тимуш    | «Музыкант» (Константин Никольский)                                                  |
| 3 | Пелагея, Азер Насибов, Таисия Подгорная и Всеволод Рудаков       | «Думы окаянные» (Юлий Ким)                                                          |
| 4 | Дима Билан, Ярослава Дегтярёва, Мария Панюкова и Данил Плужников | «Я тебя помню» (Олег Толстов)                                                       |
| 5 | Все участники 3-го сезона «Голос. Дети»                          | «The Winner Takes It All» (Бенни Андерссон / Бьорн Ульвеус / Анастасия Чеважевская) |

#### Суперфинал
| Наставник     | № | Участник          | Песня                                                              | Голоса зрителей | Итог         |
| ------------- | - | ----------------- | ------------------------------------------------------------------ | --------------- | ------------ |
| Леонид Агутин | 1 | Раяна Асланбекова | «Не тревожь мне душу, скрипка» (Константин Меладзе)                | 28,1%           | Второе место |
| Пелагея       | 2 | Таисия Подгорная  | «Ёжик резиновый» (Сергей Никитин / Юнна Мориц)                     | 10,2%           | Третье место |
| Дима Билан    | 3 | Данил Плужников   | «Я свободен» (Сергей Маврин / Валерий Кипелов / Маргарита Пушкина) | 61,7%           | Победитель   |